# 渡辺謙一
渡辺 謙一（わたなべ けんいち、1946年12月15日-  ）は、日本の経営者。藤田観光社長を務めた。秋田県出身。

## 来歴・人物
1972年に早稲田大学教育学部教育学科を卒業し、同年に同和鉱業に入社した。1999年に取締役に就任し、2004年6月に代表取締役を経て、2006年3月に藤田観光副社長に就任し、2007年3月には社長に昇格した。しかし、同年4月には健康上の不安を理由に、僅か1か月間で社長を辞任し、取締役相談役に退き、2008年3月には相談役に就任。